# Гуган-Барра
Гуган-Барра (англ. Gougane Barra; ирл. Guagán Barra, «отступление Барры под защиту гор») — деревня в Ирландии, находится в графстве Корк (провинция Манстер).
Предположительно, местный монастырь был основан святым Талмахом.